# Foodomo
foodomo是臺灣本土外送平台，其主要推出服務為美食外送、生鮮外送、外帶自取系列服務。母公司為統一超商。

## 沿革
2015年4月，由張鈾瑋成立，2021年6月統一超商完成收購，百分百持股。品牌名稱為foodomo，公司登記名稱為專聯科技股份有限公司，現任負責人為張家華。

## 外部連結
- 官方网站
- Foodomo的Facebook專頁